# Snowman (에이프릴의 노래)
〈Snowman〉(스노우맨)은 대한민국의 걸 그룹 에이프릴의 윈터 스페셜 앨범 (싱글)이다. 타이틀 곡은 〈Snowman〉이며 2015년 12월 21일에 로엔 엔터테인먼트에 의해 발매되었다.

## 개요
- 앨범이 2016년 달력으로 제작되었이다.
- 인쇄싸인이긴 하지만, 멤버들의 싸인도 사진 옆에  들어가 있다.

## 트랙 리스트
| #            | 제목                | 작사             | 작곡                             | 편곡 | 재생 시간 |
| ------------ | ------------------- | ---------------- | -------------------------------- | ---- | --------- |
| 1.           | 〈Snowman〉         | 이주형(MonoTree) | 이주형(MonoTree), 박아셀, 김유석 | 3:05 |           |
| 2.           | 〈Snowman (Inst.)〉 |                  | 이주형(MonoTree), 박아셀, 김유석 | 3:05 |           |
| 총 재생 시간 | 총 재생 시간        | 총 재생 시간     | 총 재생 시간                     | 6:10 |           |